# Scabiosa hyrcanica
Scabiosa hyrcanica är en tvåhjärtbladig växtart som först beskrevs av John Stevenson, och fick sitt nu gällande namn av Sulack. Scabiosa hyrcanica ingår i släktet fältväddar, och familjen Dipsacaceae. Inga underarter finns listade i Catalogue of Life.